# القوة البرية للحرس الثوري الإيراني
القوة البرية لحرس الثورة الإسلامية (بالفارسية: نیروی زمینی سپاه پاسداران انقلاب اسلامی)، تختصر نزسا، هي القوة التي يحتفظ بها جيش حراس الثورة الإسلامية، المعروف أيضًا باسم فيلق الحرس الثوري الإسلامي، بالتوازي مع الجيش النظامي لإيران. بالإضافة إلى دورها العسكري التقليدي، فإن القوات البرية للحرس الثوري أكثر توجهًا نحو الاضطراب الداخلي من الجيش النظامي. وتركز القوات البرية التابعة للحرس الثوري على الأمن الداخلي وأصبحت أقل فعالية كقوة قتال تقليدية منذ نهاية الحرب الإيرانية العراقية. وهناك حوالي 100,000 جندي من القوات البرية للحرس الثوري.